# 阿萊克斯·阿蘭
阿萊克斯·阿蘭（英語：Alex Allan；1992年2月28日—）是一位蘇格蘭橄欖球運動員。他是蘇格蘭國家橄欖球隊的一員，代表蘇格蘭參加了2015年橄欖球六國賽。